# Leiosoma roseum
Leiosoma roseum är en mångfotingart som beskrevs av Victor {Motchoulsky} 1839. Leiosoma roseum ingår i släktet Leiosoma och familjen Hirudisomatidae. Inga underarter finns listade i Catalogue of Life.